# Laura Droz
Laura Nadine Droz (* 15. März 2000 in Payerne) ist eine Schweizer Fussballspielerin.

## Karriere
Droz begann in Farvagny im Alter von sechs Jahren gemeinsam mit Jungen beim dort ansässigen FC Farvagny/Ogoz im Kanton Freiburg mit dem Fussballspielen, jedoch nicht als Torhüterin, sondern auf der linken Abwehrseite. Im weiteren Verlauf spielte sie für den FC Bulle, in der Jugendmannschaft des BSC Young Boys und in Ostermundigen für den dort ansässigen FC Ostermundigen.
Am 25. Februar 2017 (12. Spieltag) hatte sie ihre Feuertaufe in der Nationalliga A, als sie mit dem Yverdon Sport FC im Heimspiel gegen den FC Zürich Frauen mit 0:8 verlor. Am 12. März 2017 (13. Spieltag) erlebte sie im Auswärtsspiel gegen den Liganeuling SC Derendingen Solothurn mit dem 3:2-Sieg einen Erfolg. Damit avancierte sie im Alter von 16 Jahren zur jüngsten Torhüterin der Nationalliga A. Mit Abschluss der Saison am 29. April 2017 (18. Spieltag) wurde sie noch einmal in der Mannschaft eingesetzt, die mit 0:1 beim FC Luzern verlor. Mit Platz 9 von zehn Mannschaften und dem zweiten Platz in der Auf-/Abstiegsrunde NLA/NLB spielte ihr Verein auch in der Folgesaison in der Nationalliga A; in dieser Spielklasse wurde sie in der Saison 2018/19 noch zweimal eingesetzt und einmal im Pokalwettbewerb.
Mit dem Abstieg ihrer Mannschaft verliess sie diese und fand im FC Basel ihren neuen Verein, für den sie in den ersten 13 Spieltagen elf Punktspiele in der Nationalliga A bestritt und vier Pokalspiele.
Zur Saison 2020/21 wurde sie vom  Zweitligisten AS Nancy verpflichtet. Für den Verein kam sie an den ersten drei Spieltagen zum Einsatz, wobei sie am 6. September 2020 bei der 0:4-Niederlage im Auswärtsspiel gegen US Saint-Malo debütierte.
In die Schweiz zurückgekehrt, spielte sie für den Servette FC Chênois Féminin, mit einem bis zum 30. Juni 2024 datierten Vertrag ausgestattet, zunächst am 22. Mai 2021 (27. Spieltag) im torlosen Spiel bei den GC Frauen. Bis zum Saisonende 2022/23 einschliesslich dem Mitwirken im Playoff-Viertelfinale bestritt sie weitere vier Spiele für ihre Mannschaft.
Zur Saison 2023/24 wurde sie vom Zweitligisten 1. FFC Turbine Potsdam verpflichtet.

## Erfolge
- Schweizer Meister 2021
- Schweizer Cup-Sieger 2023 (ohne Einsatz)